# 성동구 (1948년 선거구)
성동구는 대한민국의 옛 국회의원 선거구였다. 대한민국 제헌 국회에서 존재했다. 당시 서울특별시 성동구 지역을 관할했다.

## 관할 구역
| 대수 | 관할 구역   |
| ---- | ----------- |
| 제헌 | 성동구 일원 |

## 역대 국회의원
| 선거   | 정당 | 정당       | 의원   |
| ------ | ---- | ---------- | ------ |
| 1948년 |      | 대동청년단 | 지청천 |

## 역대 선거 결과

### 대한민국 제헌 국회의원 선거
|  | 75.21% |

|  | 20.11% |

|  | 4.66% |

|  | 0% |